# 阿西诺
57°00′N 86°09′E / 57.000°N 86.150°E
阿西诺（俄语：А́сино）是俄羅斯托木斯克州東南部阿西诺区的一個城市，位於州府托木斯克以東109公里的丘雷姆河畔。2002年人28,068人。
1896年建立，1930年改名，1952年設市。